# Station Bornel-Belle-Église
Station Bornel-Belle-Église is een spoorwegstation in de Franse gemeente Bornel.